# 棘孔頭鯛
棘孔頭鲷，为輻鰭魚綱奇鯛目大鱗鲷科的其中一種。分布於東南太平洋的智利海域，屬深海魚類，棲息深度100至1109公尺。

## 扩展阅读
維基物種上的相關：棘孔頭鲷